# 211. strelska divizija (ZSSR)
211. strelska divizija (izvirno rusko 211. стрелковая дивизия; kratica 211. SD) je bila strelska divizija Rdeče armade v času druge svetovne vojne.

## Zgodovina
Divizija je bila ustanovljena leta 1941 v Zagorsku, bila uničena oktobra 1941 v Vjazmi in bila ponovno ustanovljena januarja 1942 v Novosilu.